# Udjebten
Udjebten o Uedjebten (Wḏb.t n(=j)) va ser una reina egípcia durant la VI dinastia. Era una esposa del faraó Pepi II (ca. 2245–2180 aC).
Entre els seus títols hi ha el de "Princesa hereditària" (ỉrỉỉ.t-pˁt), que indica que era de naixement noble.
Tots els altres títols coneguts d'Udjebten estan relacionats amb el seu paper com a dona del rei:
- La que veu Horus i Seth (m33.t-ḥrw-stš)
- Gran del ceptre d'hetes (wr.t-ḥts)
- Dona del Rei. (ḥm.t-nỉswt)
- Dona del Rei estimada de Men-ankh-Neferkare (ḥm.t-nỉswt mrỉỉ.t=f mn-ˁnḫ-nfr-k3-rˁ)
- Assistent d'Horus (ḫt-ḥrw)
- Consort de l'amant de les dues dames (zm3.t mrỉỉ-nb.tỉ).

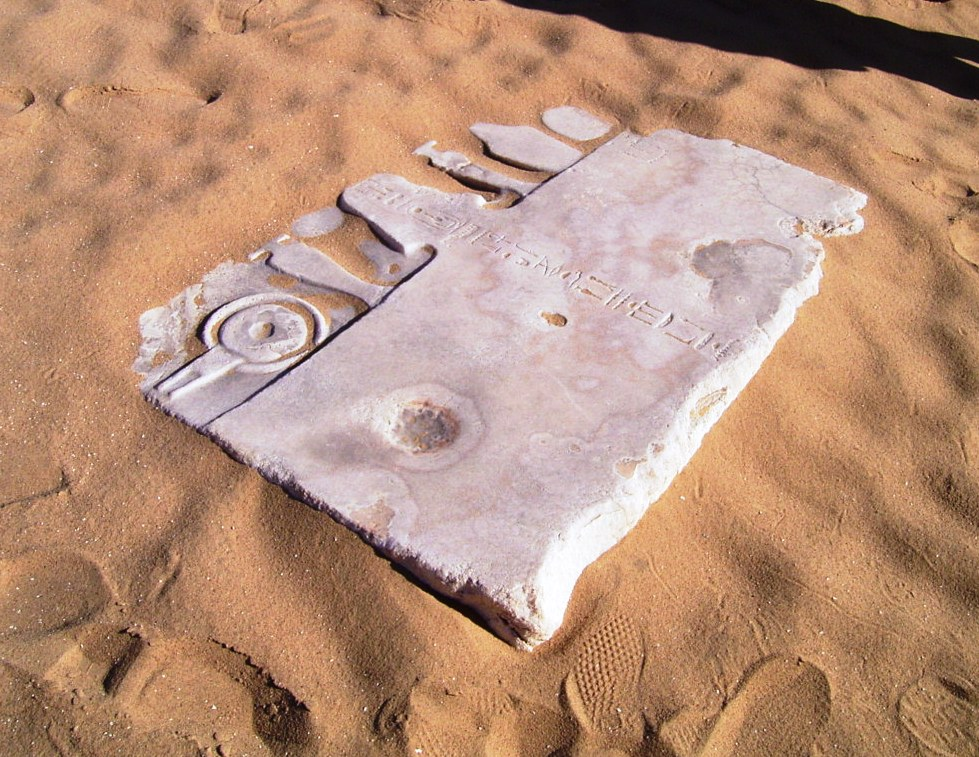
Taula de sacrificis d'alabastre de la reina Udjebten. A la inscripció s'hi pot apreciar el cartutx amb el nom del tron de Pepi II - Nefer-ka-Re / Nfr-k3-Rʿ.

Cap dels seus títols indica que fos una filla del rei, per la qual cosa potser no era germana del faraó Pepi II com les seves altres dones Neith i Iput II.
Udjebten va ser enterrada en una piràmide a Saqqara. El seu complex funerari incloïa una piràmide, un petit temple funerari i una piràmide de culte. El complex de Udjebten estava envoltat per dos murs perimetrals. Una inscripció trobada al lloc esmenta que la part superior de la piràmide de Udjebten estava coberta d'or. Les parets de la seva cambra funerària estaven revestides amb un conjunt de textos de les piràmides. La piràmide té una longitud lateral de 23,9 m i originalment tenia 25,6 m d'alçada, tot i que avui en dia les seves restes estan molt malmeses.